# Maladera fatigata
Maladera fatigata är en skalbaggsart som beskrevs av Ahrens 2004. Maladera fatigata ingår i släktet Maladera och familjen Melolonthidae. Inga underarter finns listade i Catalogue of Life.